# Convento de la Madre de Dios
Convento de la Madre de Dios puede referirse a:
- Cualquier convento bajo la advocación de la Madre de Dios
- Conventos en España:

- Convento de la Madre de Dios en Alcalá de Henares, Comunidad de Madrid, de la orden dominica. Actualmente Museo Arqueológico Regional de la Comunidad de Madrid (M.A.R.).
- Convento de la Madre de Dios en Lucena, provincia de Córdoba, de los franciscanos.
- Convento de Madre de Dios de Monteagudo en Antequera, provincia de Málaga, de las agustinas.
- Convento de la Madre de Dios en Salamanca, de las Franciscanas de la Tercera Orden.
- Convento de Madre de Dios en Sanlúcar de Barrameda, provincia de Cádiz, de las dominicas.
- Convento de Madre de Dios en Sevilla, de las dominicas.
- Convento de la Madre de Dios en Toledo, de la orden dominica. Actualmente parte de la Universidad de Castilla-La Mancha.